# Adelaida de Bingen
Adelaida de Bingen (Adelheid, Bingen, fl. 1140) fou una religiosa, verge i mística alemanya, de la qual es diu que tingué inspiracions divines dormint i feu moltes prediccions.
Originària de la ciutat de Bingen, a la vora del riu Rin. Vers l'any 1140 abraçà la vida religiosa a causa d'un fet a primera vista de poca importància: un dia que anava a l'església vestida i abillada amb tota mena de joies i altres luxes, mentre anava de camí de la qual ensopegà amb l'arrel d'un arbre i caigué a terra. Fou aixecada per les seves criades, que l'acompanyaven, i s'afirma que digué les següents paraules: «Ensopegà el meu cos i caigué; tan de bo procuri aquesta caiguda la salvació i resurrecció de la meva ànima.». En aquell precís instant prengué la determinació de retirar-se del món, es desfeu de tots els seus béns materials de valor i entrà en una petita cel·la que hi havia annexa a les parets de l'església i allà passà la resta dels seus dies, mantenint intacte la seva virginitat.
Fou una dona molt versada en llatí, que dictava en aquesta llengua i era especialment destacada pel que fa a la redacció i a l'escriptura. Així mateix, fou coneguda pels seus do de la profecia i les seves nombroses prediccions, es diu que tenia moltes inspiracions divines mentre dormia als seus somnis i a causa d'aquests aprenia coses com ciències o fins i tot llatí, que després ensenyava a les seves companyes. Es desconeix a quina data morí.